# NGC 3193
NGC 3193 ist eine etwa 58 Millionen Lichtjahre entfernte elliptische Galaxie im Sternbild Leo. Die Galaxie gehört zusammen mit NGC 3185, NGC 3187 und NGC 3190 zur kompakten Galaxiengruppe Hickson 44 (HCG 44, Arp 316(ohne NGC 3185), NGC 3190-Gruppe). 
Halton Arp gliederte seinen Katalog ungewöhnlicher Galaxien nach rein morphologischen Kriterien in Gruppen. Dieses Galaxientriplett gehört zu der Klasse Gruppen von Galaxien. 
Sie wurde am 12. März 1784 von dem deutsch-britischen Astronomen Wilhelm Herschel entdeckt. Ob die Galaxie der in unmittelbarer Nähe gelegenen kompakten Galaxiengruppe HCG 44 angehört, ist unsicher und wird bezweifelt.